# Раково (Опочецький район)
Раково (рос. Раково) — присілок в Опочецькому районі Псковської області Російської Федерації.
Населення становить 18 осіб. Входить до складу муніципального утворення Болгатовська волость.

## Історія
Від 2015 року входить до складу муніципального утворення Болгатовська волость.

## Населення
| 2001 | 2002 | 2010 | 2013 | 2014 | 2015 | 2016 |
| ---- | ---- | ---- | ---- | ---- | ---- | ---- |
| 37   | ↘32  | ↘19  | →19  | →19  | →19  | ↘18  |